# Лі Сун
Лі Сун (李嵩, 1190 —1230) — китайський придворний художник часів Південної Сун.

## Життєпис
Народився 1190 року у м. Цяньтан (сучасне м.Ханчжоу), столиці династії Південна Сун. Спочатку займався теслярством, проте виявив здатності до малювання. після цього став учнем художника Лі Куньсуна. Завдяки останньому потрапив до імператорського двору. Згодом зайняв місце свого вчителя. Виконував замовлення імператорів Нін-цзуна та Лі-цзуна. Помер у Цяньтані у 1230 році.

## Творчість
Спеціалізувався на створенні портретів, людських фігур. Найбільш відомою з цього доробку є картина «Торговець дрібничками» (Музей Гугун у Пекіні). На ній зображені люди — торговець, діти та їх мати, — явно селянського походження. Почуття кожного учасника сцени передані дуже жваво. Незважаючи на схожу назву, ця картина помітно відрізняється від роботи Су Ханьчена за своїм змістом, формою і глибиною.

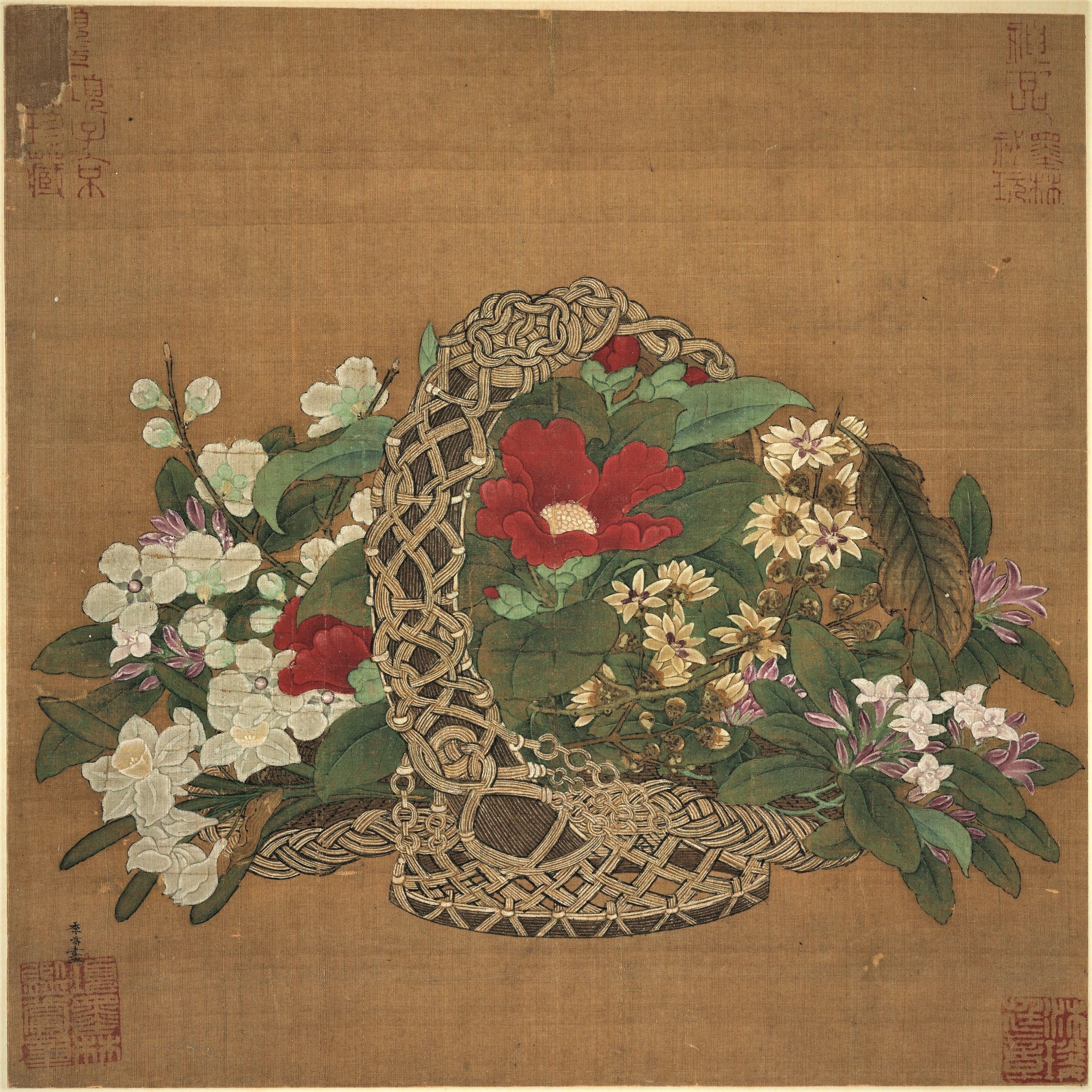
«Кошик квітів»

 Також Лі сун працював у жанрі натюрморту (відома картина «Кошик квітів») й пейзажу («Вид Цяньтаня»).